# ささやき声

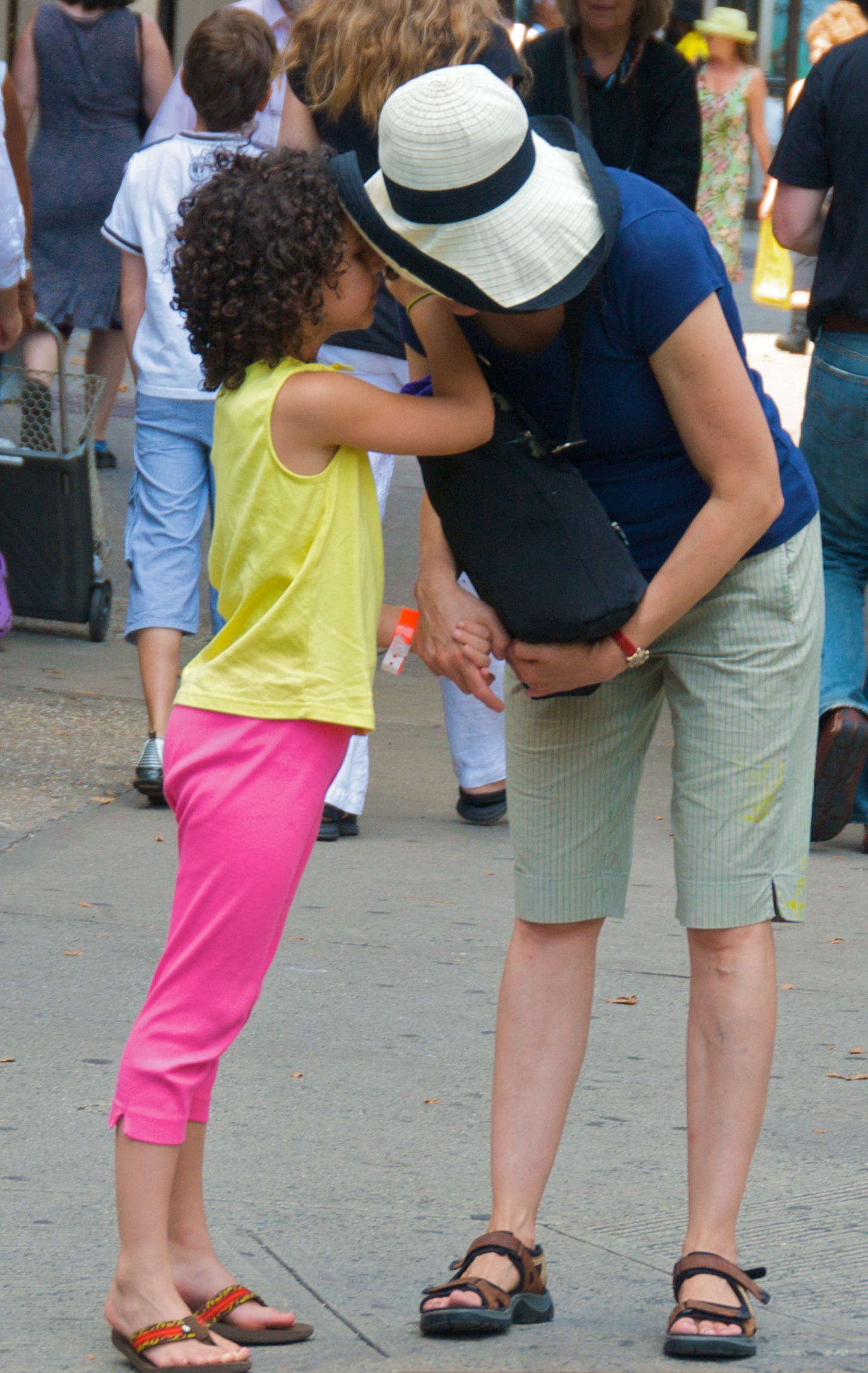
女性の耳元でささやく少女

ささやき声（囁き声、ささやきごえ、英語: whispering）は声帯を振動させずに無声化した声である。国際音声学会が定めた5つの声質（発声）のうちのひとつである。日本語ではささやき声で話すことを「声をひそめる」とも表現し、そのさまを「ひそひそ」と形容する。

## 特徴と用法
ささやき声の音量は一般に小さい。一般的な会話の音圧レベルは約60 dBであるのに対しささやき声は30～40 dB である。この特徴を利用して、小さな音量で話すときに用いられる。図書館などの静寂が求められる場所や、近くにいる第三者に聞こえてほしくないときなどが典型的な例である。
ささやき声は通常発声に比べて少し不明瞭で聞き取りにくいとされるが、これは両者の音の周波数の構成が異なることと関係がある。聞き手が母音を識別するためには、主要フォルマントと呼ばれる、500～3000 Hz の領域が重要である。通常発声では7 kHz のエネルギーは 600 Hz のエネルギーより約 40 dB 低いが、ささやき声では低周波数帯と高周波数帯のエネルギー差が小さく、その比は 10 dB にとどまる。すなわちささやき声においては主要フォルマントの割合が相対的に低下し、高周波数帯が相対的に存在感は増す。さらに、この特徴は電話での会話に特に大きく影響する。電話が伝達できる周波数帯はおおよそ 300～3000 Hz の範囲であり、これ以上の高周波数はカットされるため、電話においてささやき声の母音はなおさら不明瞭なものとなる。
ささやき声では子音の発音時間が長くなる。有声子音の場合は15%、無声子音の場合は5%の延長がみられる。

### 周波数スペクトル
ささやき声の周波数スペクトルは対応する通常声と異なる。概形は一致するが、特定のフォルマントや全体の傾向などが異なる。もともと声帯が関与しない無声音の方がささやき声化時の差異が小さい。
ささやき母音の周波数スペクトルは通常母音と比較して次のような特徴がある。
- 微細構造がほぼみられない（fo・調波構造の消失）
- 低周波数パワーの減少[10]
- 低次フォルマントの高周波数シフト
- スペクトル傾斜（調波構造によらないスペクトル包絡の傾斜）

## 発声
声帯声門が閉じつつも、軟骨声門の部分が開いて息が漏れるときに出る。声門が不完全に閉鎖された状態と捉えることもできる。
舌や唇などの調音器官の位置・動きは通常発声とほとんど変わらない。
気流が声門を通過する直後に乱流が発生したり、声道壁に衝突して乱流が発生することによってその声質が形成される。このとき声帯が閉じており振動しない（=無声音である）ことがささやき声の最大の特徴である。この点においてわずかに声帯振動が起こる息漏れ声（breathy voice）とは区別される一方で、音楽などにおけるいわゆるウィスパーボイスには息漏れ声も含む場合がある。内視鏡やMRIによる観察からは、ささやき声発声時には通常発生に比べ仮声帯部位が膨らみ、声帯を上部から見てほぼ覆ってしまうことや、声道の断面積が縮小することが知られている。

## 表記
国際音声記号にはささやき声を特別に記述する記号はないが、無声音化しているので無声化の補助記号 [  ̥ ] がつけられて [ ḁ ] , [ d̥ ] のように記述される場合がある。

## 症状
痙攣性発声障害（英語: spasmodic dysphonia）のうち、外転筋型と呼ばれるものについては、声帯の筋肉が別々に収縮してしまうことによって、ささやき声・息漏れ声しか発声できないケースがある。